# 검정거북콩
검정거북콩(영어: black turtle bean 블랙 터틀 빈[*])은 강낭콩의 일종이다. 라틴 아메리카 요리에 흔히 쓰이며, 현지에서는 "검은콩(스페인어: frijol negro, 포르투갈어: feijão preto)"으로 불린다.

## 같이 보기
- 강낭콩